# FC Kärnten
FC Kärnten – austriacki klub piłkarski z miasta Klagenfurt am Wörthersee, rozwiązany w 2009 roku.

## Sukcesy
- Puchar Austrii:
  - zwycięstwo (1): 2001
  - finał (1): 2003
- Superpuchar Austrii:
  - zwycięstwo (1): 2001
- Mistrzostwa Karyntii:
  - mistrzostwo (6): 1925, 1926, 1928, 1930, 1931, 1932

## Europejskie puchary
Legenda do wszystkich tabel:
- Q – runda eliminacyjna, 1/16, 1/8, 1/4, 1/2 – odpowiednia faza rozgrywek, Grupa – runda grupowa, 1r gr – pierwsza runda grupowa, 2r gr – druga runda grupowa, F – finał, R – runda, PO – play-off
- k. – rzuty karne, los. – losowanie, Dogr. – dogrywka, w. – zasada bramek strzelonych na wyjeździe

| Sezon   | Rozgrywki   | Runda | Przeciwnik       | Dom | Wyjazd | Ogólnie |
| ------- | ----------- | ----- | ---------------- | --- | ------ | ------- |
| 2001/02 | Puchar UEFA | 1R    | PAOK             | 0–0 | 0–4    | 0–4     |
| 2002/03 | Puchar UEFA | 1Q    | Metalurgs Lipawa | 4–2 | 2–0    | 6–2     |
| 2002/03 | Puchar UEFA | 1R    | Hapoel Tel Awiw  | 0–4 | 1–0    | 1–4     |
| 2003/04 | Puchar UEFA | 1Q    | Ungmennafélag    | 2–1 | 1–1    | 3–2     |
| 2003/04 | Puchar UEFA | 1R    | Feyenoord        | 0–1 | 1–2    | 1–3     |